# Max Lenz

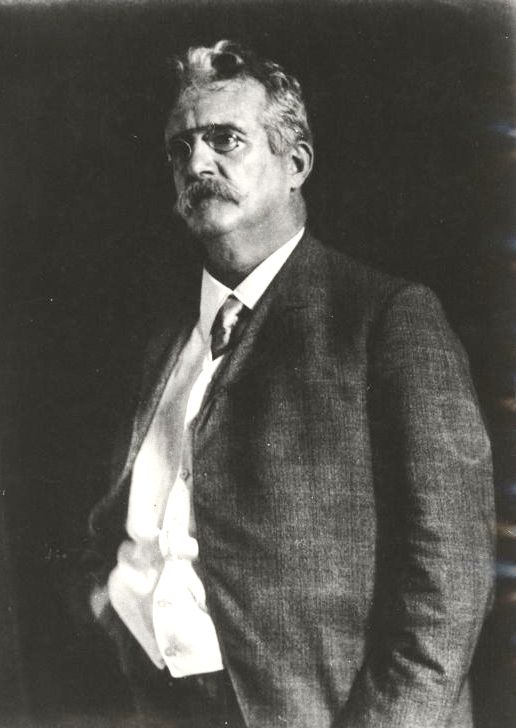
Max Lenz, 1897

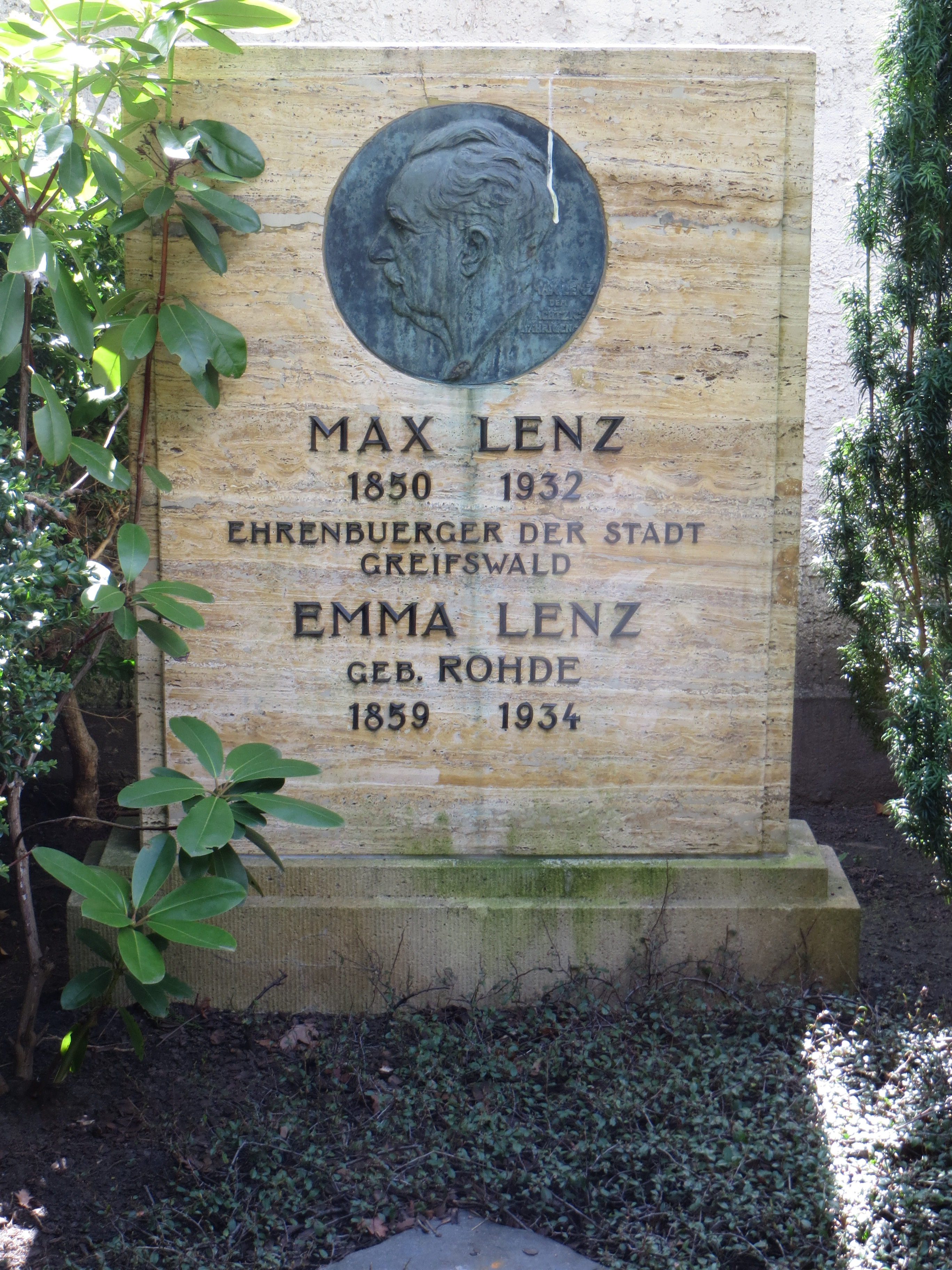
Grab Max Lenz, Alter Friedhof (Greifswald) 2014

Max Albert Wilhelm Lenz (* 13. Juni 1850 in Greifswald; † 6. April 1932 in Berlin) war ein deutscher Historiker.

## Leben
Max Lenz wurde als Sohn des Juristen Gustav Lenz (1818–1888) und dessen Ehefrau Johanna, geb. Adlich, einer von der Insel Wollin stammenden Bauerntochter, geboren und wuchs in streng lutherisch-orthodoxer Umgebung auf. Vater Gustav Lenz wurde zum Kreis der Junghegelianer gezählt und hatte nach den revolutionären Ereignissen von 1848/49 seine Beamtenkarriere abbrechen müssen.
Den Schulbesuch absolvierte Lenz in seiner Heimatstadt und studierte anschließend an der Universität Bonn Geschichte und Klassische Philologie. Zu seinen Hochschullehrern zählte dort Heinrich von Sybel. 1870 nahm er als Freiwilliger mit einem pommerschen Jägerbataillon am Deutsch-Französischen Krieg teil. Nachdem eine im Dezember 1870 erlittene Verwundung überwunden war, setzte Lenz sein Studium an den Universitäten Greifswald und Berlin fort und schloss es 1874 mit einer Dissertation über das Bündnis von Canterbury und seine Bedeutung für den englisch-französischen Krieg und das Conzil von Constanz und der Promotion ab. In Greifswald wurde eine lang anhaltende und das jeweilige Werk beeinflussende Freundschaft mit dem nachmaligen Historikerkollegen Hans Delbrück begründet.
Dank der Vermittlung seines ehemaligen Hochschullehrers Heinrich von Sybel, der 1875 zum Direktor der preußischen Staatsarchive ernannt worden war, gelangte Lenz als 'Hilfsarbeiter' in das Geheime Staatsarchiv Marburg. Dort bearbeitete er den Briefwechsel Landgraf Philipps des Großmütigen mit Martin Bucer, dem Reformator Hessens. Die daraus resultierende Quellenedition erschien in drei Bänden 1880 bis 1891 im Druck.
Bereits 1876 hatte sich Lenz in Marburg mit einer Arbeit über Drei Tractate aus dem Schriftencyclus des Constanzer Concils für Mittlere und Neuere Geschichte habilitiert. Zunächst lehrte er als Privatdozent, ab 1881 als Extraordinarius, ab 1885 als Ordinarius an der Philipps-Universität Marburg. 1887 wurde er Mitglied des Philologisch-Historischen Vereins, der später in der Marburger Burschenschaft Rheinfranken aufging. Nachdem er ab 1888 vorübergehend den Lehrstuhl für Neuere Geschichte in Breslau innegehabt hatte, wurde Lenz 1890 Professor für neuere Geschichte in Berlin. 1911 war er Direktor des Historischen Seminars, 1911/12 Rektor der Friedrich-Wilhelms-Universität Berlin.
1914 wechselte Lenz an das Hamburgische Kolonialinstitut, das unter seiner Mitwirkung zur Universität ausgebaut wurde. Nach der 1922 erfolgten Emeritierung kehrte Lenz nach Berlin zurück, wo er 1932 verstarb.
Die Königlich-Preußische Akademie der Wissenschaften nahm 1896 Max Lenz als ordentliches Mitglied für das Arbeitsgebiet Geschichte auf. Von 1914 bis 1925 hatte er den Status eines Ehrenmitglieds dieser Akademie, 1925 wurde er wieder ordentliches Mitglied. Seit 1890 war er korrespondierendes Mitglied der Bayerischen Akademie der Wissenschaften. 1931 erhielt er den Bayerischen Maximiliansorden für Wissenschaft und Kunst.
Aus der 1879 geschlossenen Ehe mit der Pianistin Emma Rohde (1859–1934), Tochter des Landwirtschaftsprofessors Ottomar Rohde, gingen vier Söhne und eine Tochter hervor, darunter der spätere Nationalökonom Friedrich Lenz (1885–1968).

## Werk
Max Lenz war – neben Erich Marcks – führender Repräsentant einer Historikergeneration, die als Jung- beziehungsweise Neo-Rankeaner bezeichnet wurden und die später so genannte Ranke-Renaissance der Historiographie herbeiführten. In Abkehr von der bewusst tendenziellen, politischen Geschichtsschreibung der kleindeutschen, borussischen Schule deutscher Historiographie, deren extrovertiertester Vertreter Heinrich von Treitschke, Lenzens Kollege während seiner Berliner Hochschullehrerzeit, war, wollte man zu dem von Leopold von Ranke postulierten Objektivitätsideal zurückkehren. Die Geschichtsschreibung sollte von ethisch begründeten Parteinahmen frei sein, der Geschichtsschreiber solle unabhängig und überparteilich die in der Geschichte wirkenden Kräfte, vor allem die Ideen aufspüren und beobachten. Als Verkörperung dieser Ideen wurden Völker, Staaten und Religionen angesehen. Gegenüber Ranke, für den religiöse Überzeugungen fundamental für Ideen und Tendenzen einer Epoche waren, suchten die Neorankeaner die für sie maßgeblichen Ideen vorwiegend in quellenmäßig fassbaren Spuren der sogenannten Haupt- und Staatsaktionen. Zur quasi-religiösen Kraft wurde der Nationalstaat erhoben, der durch das als objektive Tatsache bezeichnete staatliche Streben nach Macht verwirklicht worden sei. Die zunehmende Übertragung solcher Geschichtsbetrachtungen auf die Außenpolitik machten die Neorankeaner und insbesondere Max Lenz zu einem der 'Chefideologen des Wilhelminismus', zum Legitimatoren wilhelminischer 'Weltpolitik'.
Noch vehementer als gegen die kleindeutsch-borussische Historiographie wendeten Lenz und seine Mitstreiter sich gegen die Rezeption von 'materialistischen', kultur-, sozial- und strukturgeschichtlichen Vorstellungen in der deutschsprachigen Historiographie. In einer alles andere als unabhängig und überparteilich, schon gar nicht sachlich, vielmehr oft persönlich und diffamierend ausgetragenen 'Abwehrschlacht' zur Bewahrung der Definitionshoheit eigener Ideen, die im sogenannten Lamprecht-Streit kulminierte, war Lenz wortführend beteiligt.
Historiographische Anerkennung gewann Lenz zunächst vor allem mit biographischen Forschungen zu Martin Luther, Wallenstein und Gustav Adolf. Seine 1883 erstmals veröffentlichte Luther-Biographie erfuhr weite Verbreitung und wurde dank bildhafter Sprachkunst geradezu volkstümlich. Bald darauf vollzog Lenz aber einen chronologischen Schwenk von Luther zu Bismarck (so auch der Titel einer Schrift). Gewissermaßen auf der Etappe publizierte er eine bemerkenswerte Napoleon-Biographie. Seinen für die Allgemeine Deutsche Biographie (Band 46, 1902, S. 571–775) verfassten Bismarck-Artikel erweiterte Lenz zu der ersten Bismarck-Biographie mit wissenschaftlichem Anspruch.
Zum Hauptwerk von Max Lenz wurde schließlich eine Geschichte der Universität Berlin. Diese wurde im Auftrag des Senats der Universität zur Jahrhundertfeier der Institution erstellt und erschien 1910 in zunächst vier Bänden, ein fünfter Band erschien nach durch den Ersten Weltkrieg verursachter Verzögerung erst 1918. Das Werk genießt den Status „einer politischen Geistes- und Kulturgeschichte des 19. Jh. bis 1860“ (Rüdiger vom Bruch). Gleichwohl findet sich in diesem Werk auch eine mit antisemitischen Tönen durchsetzte Beschreibung der Karriere und Person des Juristen und Historikers Eduard Gans.
Zu den Schülern von Max Lenz gehörten bekannte Historiker wie Erich Brandenburg, Hermann Oncken oder Felix Rachfahl.

## Schriften (Auswahl)
- Geschichtsschreibung und Geschichtsauffassung im Elsaß zur Zeit der Reformation. Vortrag gehalten auf der 4. Generalversammlung des Vereins zu Straßburg. Verein für Reformationsgeschichte, Halle 1895 (Digitalisat der Universitäts- und Landesbibliothek Düsseldorf).
- Geschichte Bismarcks. Duncker & Humblot, Leipzig 1902.
- Geschichte der Universität Berlin. 5 Bände. Verlag der Buchhandlung des Waisenhauses, Halle 1910–1918.
- Napoleon. Velhagen & Klasing, Bielefeld 1913.
- Kleine historische Schriften. R. Oldenbourg, München/Berlin 1922.
  - Band 1: Vom Werden der Nationen.
  - Band 2: Von Luther zu Bismarck.
  - Band 3: Wille, Macht und Schicksal.
- Deutschland im Kreis der Großmächte. 1871–1914 (= Einzelschriften zur Politik und Geschichte. 12). Deutsche Verlagsgesellschaft für Politik und Geschichte, Berlin 1925.